# Hoogteroer

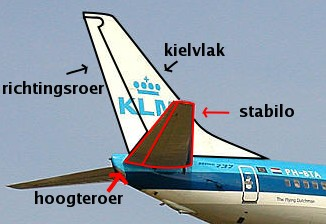
Hoogteroer in het stabilo van een vliegtuig

Stampen met het hoogteroer

Het hoogteroer van een vliegtuig beweegt het toestel om de dwarsas (de as die door het zwaartepunt van links naar rechts loopt), dit noemt men stampen. Het bevindt zich aan de achterkant van het stabilo. Het wordt meestal bediend door de stuurknuppel naar voren en naar achteren te bewegen. 
Als de vlieger door middel van het hoogteroer de invalshoek vergroot, zal de hoogte toenemen. Door de extra weerstand levert het vliegtuig wel snelheid in. Om substantieel te stijgen zal dus ook gas bijgegeven moeten worden. Wordt de invalshoek te ver vergroot dan raakt de vleugel overtrokken en levert geen lift meer. Als de vlieger door middel van het hoogteroer de invalshoek verkleint, zal het vliegtuig hoogte verliezen. Als hij geen gas terug neemt, zal de snelheid toenemen.
Laat de piloot de knuppel los, dan gaat het hoogteroer terug naar de voorkeursstand. Door te trimmen kan de vlieger de krachten op het hoogteroer weg nemen en zo de voorkeursstand veranderen.